# Túnel del Támesis
El Túnel del Támesis (nombre original en inglés: Thames Tunnel) es una galería que cruza por debajo del río Támesis en Londres, conectando los barrios de Rotherhithe y Wapping. Mide 35 pies (11 m) de ancho por 20 pies (6 m) de alto y 1.300 pies (396 m) de largo, con una profundidad de 75 pies (23 m) por debajo de la cota superior de la lámina de agua del río medida en la marea alta. Es el primer túnel que se sabe que se excavó con éxito por debajo de un río navegable y fue construido entre 1825 y 1843 por Marc Brunel y su hijo Isambard utilizando el escudo tunelador recién inventado por Marc Brunel y Thomas Cochrane.
El túnel fue originalmente diseñado para carruajes tirados por caballos, pero fue utilizado principalmente por peatones y se convirtió en una atracción turística. En 1869 se convirtió en túnel ferroviario para uso de la East London Line que, desde 2010, forma parte de la red ferroviaria del London Overground bajo la titularidad del Transport for London.

## Historia y desarrollo

### Construcción

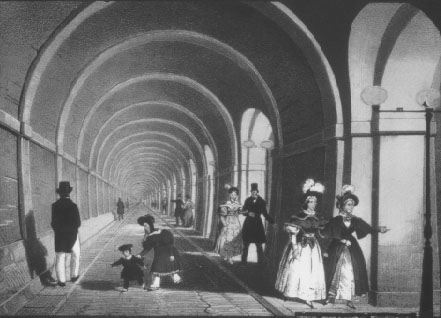
Interior del túnel del Támesis a mediados del siglo XIX

A principios del siglo XIX, había una necesidad apremiante de una nueva conexión terrestre entre las orillas norte y sur del Támesis, con el fin de unir los muelles en expansión situados a cada lado del río. El ingeniero Ralph Dodd intentó, sin éxito, construir un túnel entre Gravesend y Tilbury en 1799.
En 1805-1809, un grupo de mineros de Cornualles, incluido Richard Trevithick, intentó excavar un túnel río arriba entre Rotherhithe y Wapping/Limehouse, pero fracasó debido a las difíciles condiciones del terreno. Los mineros de Cornualles estaban acostumbrados a la roca dura y no modificaron sus métodos de excavación para adaptarlos a la arcilla blanda y a las arenas movedizas. Este proyecto, conocido como Thames Archway, se abandonó después de que el túnel piloto inicial (un 'camino de deriva') se inundara dos veces cuando se habían excavado 1000 pies (305 m) de un total de 1200 pies (366 m). Solo medía de 2 a 3 pies por 5 pies (61 a 91 cm por 1,5 m) y estaba destinado a ser el desagüe de un túnel más grande para uso de pasajeros. El fracaso del proyecto del Thames Archway llevó a los ingenieros a concluir que "realizar un túnel a través del subsuelo del Támesis era impracticable".
Sin embargo, el ingeniero anglo-francés Marc Brunel se negó a aceptar esta conclusión. En 1814 le propuso al zar Alejandro I de Rusia un plan para construir un túnel bajo el río Nevá en San Petersburgo. Esta solución fue rechazada (en su lugar se construyó un puente), pero Brunel continuó desarrollando ideas para nuevos métodos de excavación de túneles.
Patentó el escudo tunelador, un avance revolucionario en la tecnología de túneles, en enero de 1818. En 1823 elaboró un plan para realizar un túnel entre Rotherhithe y Wapping, que se excavaría con su nuevo escudo. Pronto se encontró financiación de inversores privados, incluido el duque de Wellington, y en 1824 se formó la Thames Tunnel Company, iniciándose el proyecto en febrero de 1825.
El primer paso fue la construcción de un gran pozo en la orilla sur de Rotherhithe, a 150 pies (46 m) de distancia de la orilla del río. Fue excavado ensamblando un anillo de hierro de 50 pies (15 m) de diámetro sobre el suelo. Encima se construyó un muro de ladrillos de 40 pies (12 m) de alto y 3 pies (91 cm) de espesor, con una poderosa máquina de vapor encima para impulsar las bombas de la excavación. Se estimó que todo el dispositivo pesaba 1.000 toneladas. Los trabajadores de Brunel quitaron manualmente la tierra debajo del borde inferior afilado del anillo, y todo el cilindro se hundió gradualmente bajo su propio peso, cortando el suelo blando como un enorme mezclador de masas. Sin embargo, se atascó en un punto durante su hundimiento debido a que la presión de la tierra a su alrededor lo mantuvo firmemente en su posición. Se requirió añadir peso adicional para que continuara su descenso, para lo que se agregaron 50.000 ladrillos como sobrecarga temporal. Brunel se dio cuenta de que el problema se debía a las generatrices paralelas del cilindro recto; y años más tarde, cuando se construyó el pozo de Wapping, se hizo un poco más ancho en la parte inferior que en la parte superior. Este diseño ligeramente cónico (y no cilíndrico) aseguró que no se atascara el armazón en su descenso. En noviembre de 1825, el pozo de Rotherhithe estaba en su lugar previsto y pudieron comenzarse los trabajos de excavación del túnel.
El escudo de tunelado, construido en los talleres de Henry Maudslay de Lambeth y ensamblado en el pozo de Rotherhithe, fue la clave para la construcción del Túnel del Támesis por parte de Brunel. El Illustrated London News describió cómo funcionaba:

El modo en que se llevó a cabo esta gran excavación fue por medio de un poderoso aparato llamado escudo, que constaba de doce grandes marcos, colocados uno al lado del otro como otros tantos volúmenes en el estante de un librero, y divididos en tres etapas o pisos, presentando así 36 cámaras de celdas, cada una para un trabajador, y abiertas en la parte trasera, pero cerradas en el frente con tablas móviles. El frente se colocó contra la tierra a ser removida, y el trabajador, habiendo quitado una tabla, excavó la tierra detrás de ella a la profundidad indicada, y colocó la tabla contra la nueva superficie expuesta. El tablero estaba entonces por delante de la celda y se mantenía en su lugar mediante puntales; y habiendo procedido así con todas las tablas, se avanzaba cada celda por medio de dos tornillos, uno en su cabeza y otro en su pie, los cuales, apoyados contra el enladrillado acabado y girados, la impulsaban hacia el espacio vacío. El otro conjunto de divisiones se avanzaba después. Así mientras los mineros trabajaban en un extremo de la celda, los albañiles formaban en el otro la parte superior, los lados y el fondo.

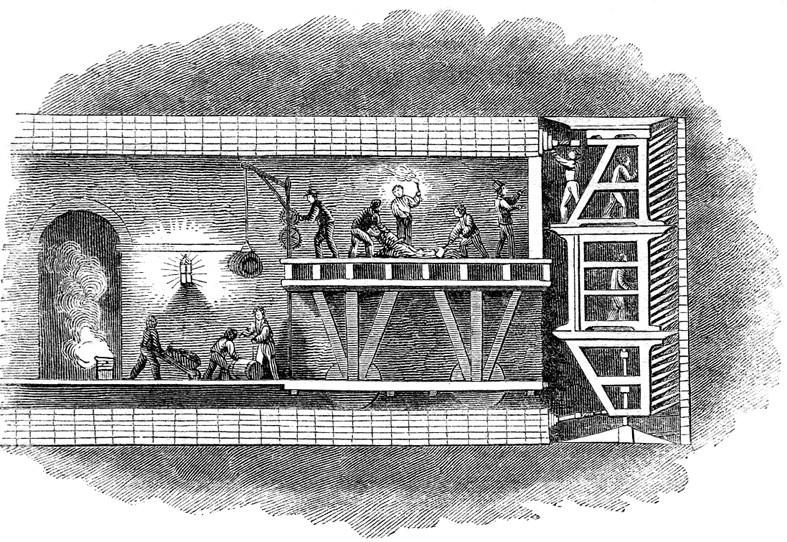
Escudo en uso durante la construcción

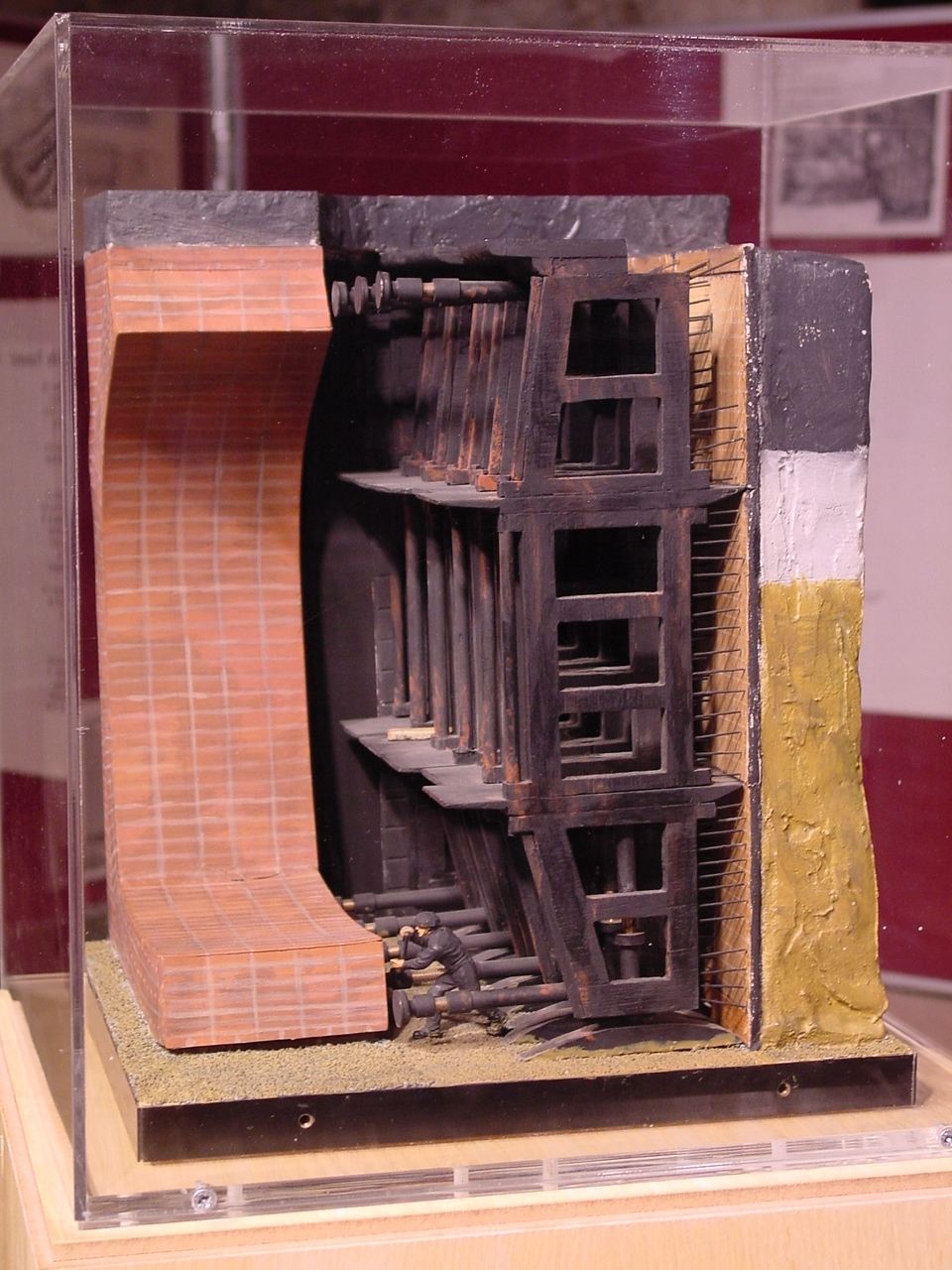
Un modelo a escala del escudo tunelador en el Museo Brunel de Rotherhithe

Cada uno de los doce marcos del escudo pesaba más de siete toneladas. La innovación clave del escudo de túneles fue su soporte para el suelo sin revestimiento en el frente y alrededor para reducir el riesgo de derrumbes. Sin embargo, muchos trabajadores, incluido el propio Brunel, pronto enfermaron debido a las malas condiciones causadas por las aguas residuales que se filtraban desde el río. Estas aguas residuales despedían gas metano que se encendía con las lámparas de aceite de los mineros. Cuando el ingeniero residente, John Armstrong, enfermó en abril de 1826, el hijo de Marc, Isambard Kingdom Brunel, se hizo cargo del seguimiento de la obra a la edad de 20 años.
El trabajo fue lento, progresando a solo 8–12 pies por semana (3–4 m). Para obtener algunos ingresos del túnel, los directores de la empresa permitieron a al público ver el escudo en funcionamiento. Se cobraba un chelín por la visita, y se estima que entre 600 y 800 visitantes aprovechaban la oportunidad de ver la obra cada día.
La excavación también fue peligrosa. El túnel se inundó repentinamente el 18 de mayo de 1827 después de haberse excavado 549 pies (167,3 m). El joven Isambard Kingdom Brunel bajó en una campana de buceo desde un bote para reparar el orificio en el fondo del río, arrojando bolsas llenas de arcilla en la brecha abierta en el techo del túnel. Después de las reparaciones y el drenaje del túnel, se celebró un banquete en su interior.

#### Paralización de las obras
El túnel volvió a inundarse al año siguiente, el 12 de enero de 1828, causando la muerte de seis hombres. Isambard tuvo mucha suerte al sobrevivir a este accidente. Los seis hombres se habían dirigido a la escalera principal, ya que se sabía que la salida de emergencia estaba cerrada. En cambio, Isambard se dirigió a la salida cerrada. Un contratista llamado Beamish lo escuchó allí y derribó la puerta, y un Isambard inconsciente fue sacado del túnel y reanimado. Fue enviado a Brislington, cerca de Bristol, para recuperarse; donde tuvo noticia del concurso para construir lo que se convirtió en el puente colgante de Clifton.
Siguieron problemas financieros, lo que llevó en agosto a que el túnel fuera tapiado justo detrás del escudo y luego abandonado durante siete años.

#### Finalización

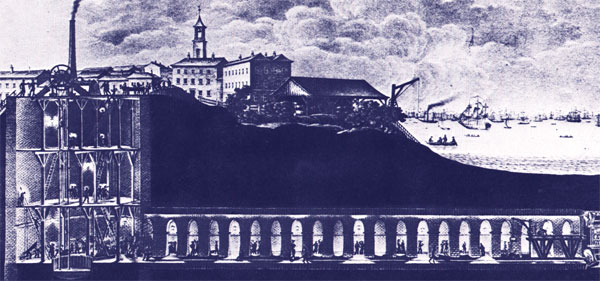
Probable aspecto de la excavación del Túnel del Támesis hacia 1840

En diciembre de 1834, Marc Brunel logró recaudar suficiente dinero (incluido un préstamo de 247.000 libras esterlinas del Tesoro) para continuar con la construcción.
A partir de agosto de 1835 se desmanteló y retiró el viejo escudo oxidado. En marzo de 1836, el nuevo escudo, mejorado y más pesado, se montó en su lugar y se reanudó la perforación.
A pesar se ser obstaculizado por nuevas inundaciones (23 de agosto y 3 de noviembre de 1837, 20 de marzo de 1838 y 3 de abril de 1840), incendios y fugas de gas metano y de ácido sulfhídrico, el resto de la excavación del túnel se completó en noviembre de 1841, después de otros cinco años y medio de trabajo. Los extensos retrasos y las repetidas inundaciones hicieron del túnel el blanco del humor de los londinenses:

Good Monsieur Brunel

Let misanthropy tell

That your work, half complete, is begun ill;

Heed them not, bore away

Through gravel and clay,

Nor doubt the success of your Tunnel.

That very mishap,

When the Thames forced a gap,

And made it fit haunt for an otter,

Has proved that your scheme

Is no catchpenny dream;—

They can't say "'twill never hold water".
Buen señor Brunel

Deje que la misantropía cuente

Que tu obra, a medio terminar, está mal comenzada;

No les hagas caso, aléjate

A través de grava y arcilla,

Tampoco dudes del éxito de tu Túnel.

Ese mismo percance,

Cuando el Támesis forzó una brecha,

y lo hizo lugar predilecto para una nutria,

Ha probado que tu proyecto

no es un sueño fácil;—

No pueden decir "nunca retendrá el agua"

El túnel del Támesis se equipó con iluminación, calzadas y escaleras de caracol durante 1841-1842. También se construyó una sala de máquinas en el lado de Rotherhithe, que ahora aloja el Museo Brunel, con el fin de albergar la maquinaria necesaria para el drenaje de las galerías. El túnel se abrió finalmente al público el 25 de marzo de 1843.

### Uso peatonal
Aunque fue un triunfo de la ingeniería civil, el Túnel del Támesis no fue un éxito financiero. Había costado 454.000 libras esterlinas excavarlo y otras 180.000 libras esterlinas acondicionarlo, superando con creces sus estimaciones de costos iniciales. Las propuestas para ampliar la entrada para dar cabida a los vehículos con ruedas fracasaron debido a su coste, y solo fue utilizada por los peatones. Se convirtió en una importante atracción turística, atrayendo a unos dos millones de personas al año, cada una de las cuales pagaba un centavo por pasar, y se convirtió en el tema de canciones populares. El viajero estadounidense William Allen Drew comentó que "nadie va a Londres sin visitar el Túnel" y lo describió como la "octava maravilla del mundo". Cuando lo vio por sí mismo en 1851, se declaró "algo decepcionado", pero aun así dejó una vívida descripción de su interior, que se parecía más a un mercado subterráneo que a una arteria de transporte:

Entre los bloques de edificios [en Wapping] que separan la calle del río, se hace notar un edificio octogonal de mármol. Entramos por una de varias puertas grandes y nos encontramos en una rotonda de quince metros de diámetro, cuyo suelo está revestido con mosaicos de mármol azul y blanco. Los muros están estucados, y a su alrededor se sitúan los puestos de venta de periódicos, folletos, libros, confitería, cerveza, etc. Una especie de caseta de vigilancia se encuentra en el lado de la rotonda junto al río, en la que se localiza un cobrador. Delante de él hay un torniquete de latón, a través del cual se permite pasar al visitante, pagándole un centavo, y, al cruzar una puerta, comienza a descender el pozo, por un tramo de larguísimos escalones de mármol que bajan hasta alcanzar una amplia plataforma, desde la que la siguiente serie de escalones desciende en dirección opuesta. Las paredes del pozo son circulares, rematadas con estuco y adornadas con pinturas y otros objetos curiosos. Te detienes unos instantes en la primera plataforma y escuchas las notas de un enorme órgano que ocupa una parte de ella, resonando una excelente música.

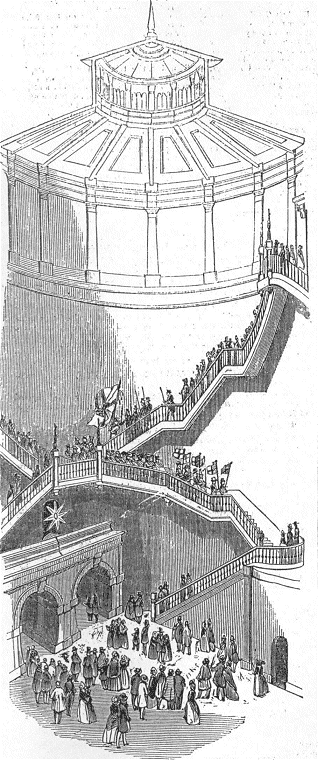
Pozo de entrada al túnel del Támesis

Reanudas tu viaje descendente hasta llegar al siguiente piso, o plataforma de mármol, donde encuentras otros objetos de curiosidad para captar tu atención mientras te detienes a descansar. Y así desciendes, desciendes, hasta el fondo del pozo de ochenta pies; mientras tanto, las paredes estaban tachonadas con cuadros, estatuas o figuras en yeso, etc. Llegado al fondo, te encuentras en una rotonda correspondiente a la que entraste desde la calle, una habitación redonda, con piso de mármol, de quince metros de diámetro. Hay nichos cerca de las paredes en los que hay todo tipo de artilugios para que puedas gastar tu dinero, desde nigromantes egipcios y adivinos hasta monos bailarines. La habitación está iluminada con gas y es brillante.

Ahora puedes miriar el Túnel del Támesis que tienes delante. Consta de dos hermosos arcos, que se extienden hasta el lado opuesto del río. Estos arcos contienen cada uno un camino, de catorce pies de ancho y veintidós pies de alto, y senderos para peatones, de tres pies de ancho. El Túnel parece estar bien ventilado, ya que el aire no parecía ni húmedo ni cerrado. La partición entre estos arcos, que recorre toda la longitud del túnel, se corta en arcos transversales, que van de un camino al otro. Puede haber cincuenta de ellos en total, y están terminados con tiendas de lujo y juguetes de la manera más rica: con mostradores de mármol pulido, revestimientos de tapicería, estantes dorados y espejos que hacen que todo parezca doble. Las damas, vestidas a la moda y con rostros sonrientes, esperan dentro y no permiten que ningún caballero pase sin darle la oportunidad de comprar algo bonito para llevar a casa como un recuerdo del Túnel del Támesis. Los arcos están iluminados con mecheros de gas, que lo hacen tan brillante como el sol; y las avenidas siempre están llenas de una multitud en movimiento de hombres, mujeres y niños, examinando la estructura del Túnel, o inspeccionando los artículos de lujo, juguetes, etc., exhibidos por las chicas encargadas de estos arcos ... Es imposible pasar sin adquirir alguna curiosidad. La mayoría de los artículos están etiquetados – "Comprado en el túnel del Támesis" – "un regalo del túnel del Támesis".

Otras opiniones del túnel fueron más negativas; algunos lo consideraban el lugar predilecto de prostitutas y "ladrones del túnel" que acechaban bajo sus arcos y asaltaban a los transeúntes. El escritor estadounidense Nathaniel Hawthorne lo visitó unos años después de Drew y escribió en 1855 que el túnel:

consistía en un corredor con arcadas de longitud aparentemente interminable, lúgubremente iluminado con chorros de gas a intervalos regulares ... Hay personas que pasan su vida allí, rara vez o nunca, supongo, viendo la luz del día, excepto quizás un poco por la mañana. A todo lo largo de este corredor, en pequeños nichos, hay puestos de tiendas, atendidos principalmente por mujeres, quienes, a medida que uno se acerca, se ven a través del crepúsculo ofreciendo para la venta... múltiples cachivaches... En cuanto a cualquier uso presente se refiere, el túnel es un completo fracaso.

### Conversión en túnel ferroviario

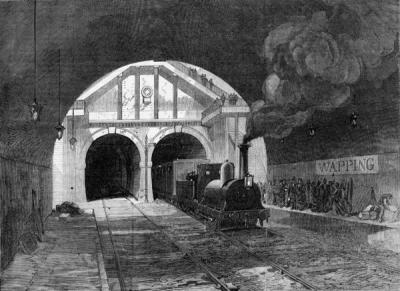
Vista de un tren que sale del túnel del Támesis en Wapping en 1870

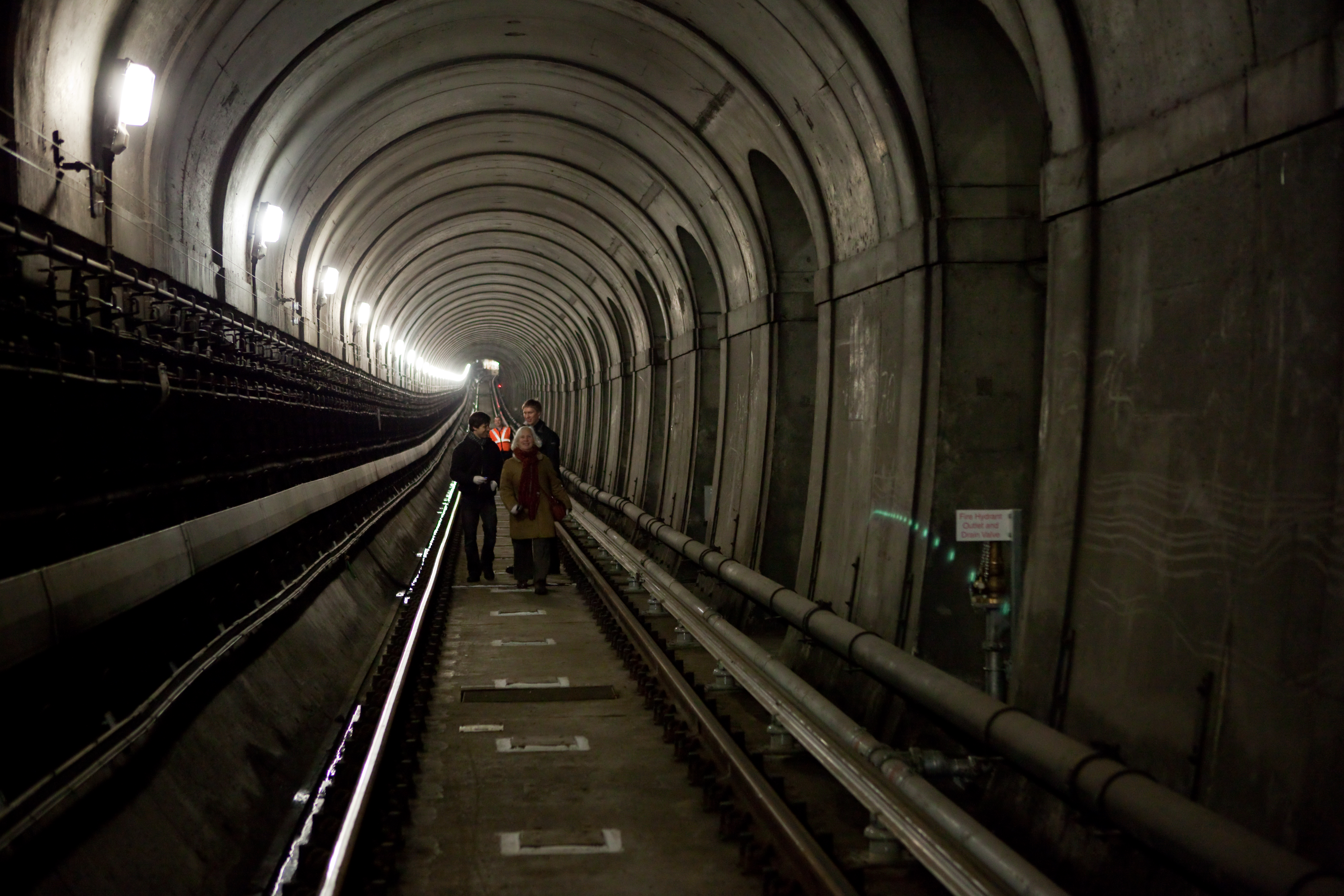
Interior del túnel (2010)

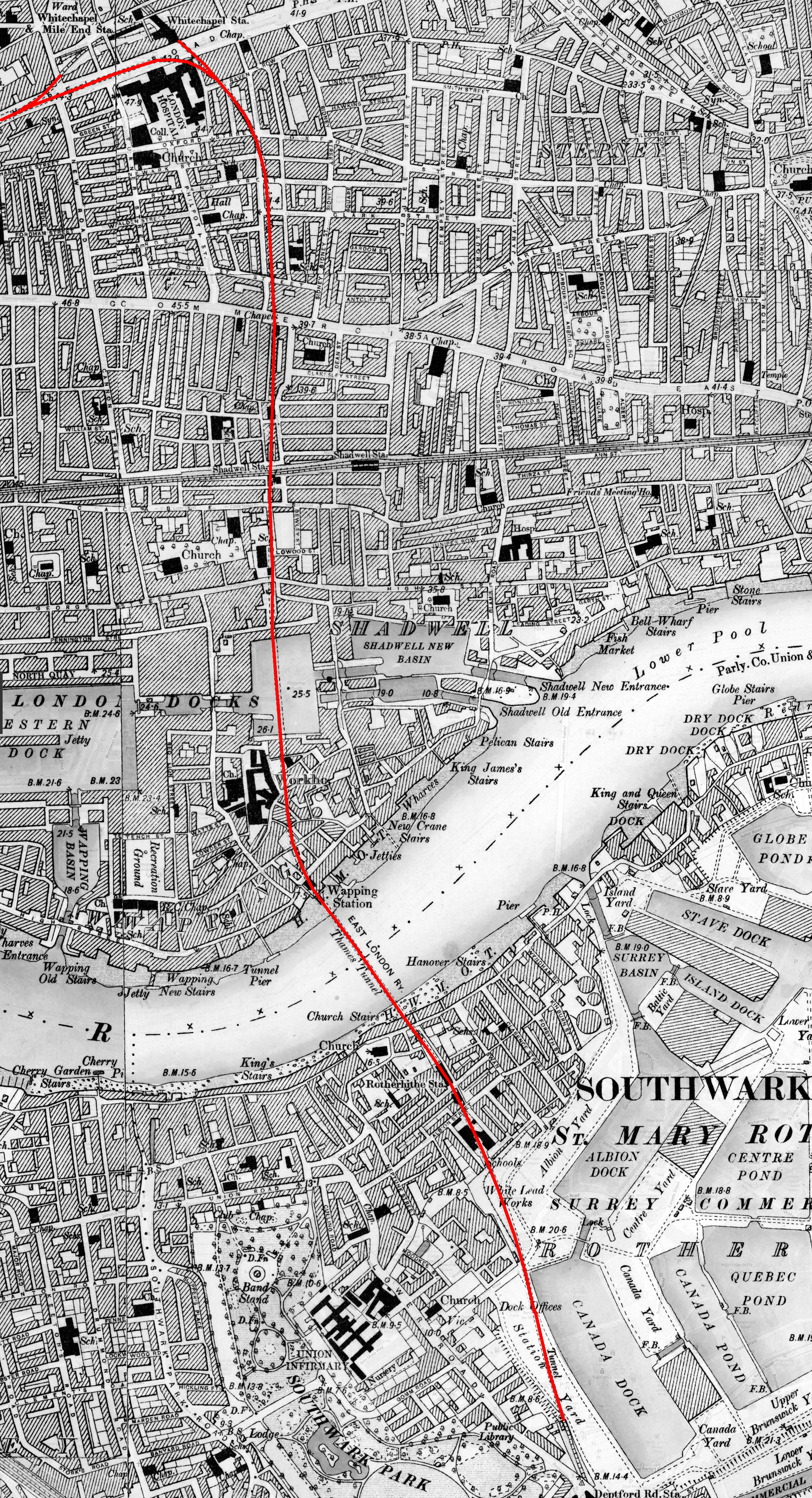
Ruta subterránea y accesos (resaltados en rojo) al Túnel del Támesis

El túnel fue comprado en septiembre de 1865  por la Compañía de la Línea del Este de Londres, un consorcio de seis líneas ferroviarias principales que pretendían utilizar el túnel para proporcionar un enlace ferroviario para mercancías y pasajeros entre Wapping (y más tarde la Estación de Liverpool Street) y la Línea del Sur de Londres. El generoso espacio libre del túnel, resultado de la intención original de los arquitectos de acomodar carruajes tirados por caballos, también proporcionó un gálibo ferroviario suficiente para los trenes.
El ingeniero de la línea fue Sir John Hawkshaw, quien también se destacó, con W. H. Barlow, por el importante rediseño y finalización del Puente colgante de Clifton de Isambard Brunel, abandonado durante mucho tiempo en Bristol, que se completó en 1864.
El primer tren pasó por el túnel el 7 de diciembre de 1869. En 1884, el pozo de construcción en desuso del túnel al norte del río se reutilizó para servir como la Estación de Wapping del metro.
El Ferrocarril del Este de Londres fue luego absorbido por el Metro de Londres, donde se convirtió en la Línea Este. Continuó usándose para servicios de mercancías hasta 1962. El Túnel del Támesis se convirtió en el tramo subterráneo más antiguo de la infraestructura del Metro.
Se planeó construir una intersección entre la Línea Este y la extensión de la Línea Jubilee en la Estación de Canada Water. Como la construcción requería el cierre temporal de la Línea Este, se decidió aprovechar esta oportunidad en 1955 para realizar operaciones de actualización y mantenimiento del túnel. El método de reparación propuesto para el túnel era sellarlo contra fugas mediante hormigón proyectado con hormigón, lo que ocultaría su aspecto original, provocando una controversia que desembocó en un amargo conflicto entre el metro de Londres, que deseaba completar la obra de la forma más rápida y económica posible, y los defensores de criterios arquitectónicos que deseaban preservar la apariencia del túnel. Finalmente, se impusieron los intereses arquitectónicos, obteniéndose la catalogación del túnel como Monumento de Grado II* el 24 de marzo de 1995 (día en que el metro de Londres tenía previsto el inicio de los trabajos de mantenimiento).
Tras un acuerdo para dejar sin tratar una sección corta en un extremo del túnel y un tratamiento menos agresivo del resto del túnel, el trabajo siguió adelante y la ruta se reabrió, mucho más tarde de lo previsto originalmente, en 1998. El túnel se cerró nuevamente a partir del 23 de diciembre de 2007 para permitir la colocación de vías y el ajuste de la rasante para formar parte de la Extensión de la Línea Este de Londres, para formar parte del nuevo London Overground. Tras su reapertura el 27 de abril de 2010, fue utilizado nuevamente por los trenes de las líneas principales.

### Influencia

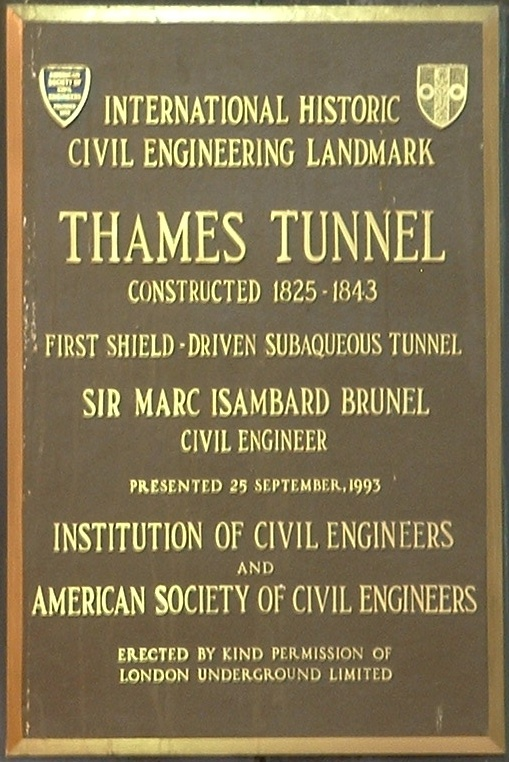
Placa conmemorativa en la Estación del Metro de Rotherhithe tras el cierre de la Línea Este de Londres en 2007

La construcción del Túnel del Támesis demostró que, de hecho, era posible excavar túneles submarinos, a pesar del escepticismo previo de muchos ingenieros. En las décadas siguientes se construyeron varios túneles submarinos nuevos en el Reino Unido: el Tower Subway en Londres; el túnel del Severn bajo el río Severn; y el túnel ferroviario del Mersey bajo el río Mersey. El escudo tunelador de Brunel se perfeccionó más adelante, con James Henry Greathead jugando un papel particularmente importante en el desarrollo de esta tecnología.
En 1991, el Túnel del Támesis fue designado como Monumento histórico internacional de la ingeniería civil por la Sociedad Estadounidense de Ingenieros Civiles y por la Institución de Ingenieros Civiles.
En 1995, el túnel se catalogó como monumento clasificado del Reino Unido en reconocimiento a su importancia arquitectónica.

### En la literatura
- En 1835, el poeta italiano Giacomo Leopardi parodió la construcción del Túnel del Támesis en los versos 126-129 del poema "Palinodia al Marchese Gino Capponi".[14]

## Visita
Cerca de Rotherhithe, la sala de máquinas de Brunel (construida originalemte para albergar las bombas de drenaje) está abierta a los visitantes como el Museo Brunel.
En la década de 1860, cuando los trenes comenzaron a circular por el túnel, el pozo de entrada de Rotherhithe se utilizó para la ventilación. Se eliminó la escalera para reducir el riesgo de incendio. En 2011, se construyó una balsa de hormigón cerca del fondo del pozo, por encima de las vías, cuando se actualizó el túnel para la red del London Overground. Este espacio, con paredes ennegrecidas por el humo de los trenes de vapor, forma parte del museo y funciona a veces como sala de conciertos y bar ocasional. Se ha construido un jardín en la azotea sobre la cubierta del pozo. En 2016, el vestíbulo de entrada se inauguró como espacio de exposición, con una escalera que da acceso al pozo por primera vez en más de 150 años.